# Cardioglossa cyaneospila
Cardioglossa cyaneospila − mało znany gatunek płaza bezogonowego z rodziny artroleptowatych (Arthroleptidae), żyjący w Afryce Wschodniej.

## Opis
Żaby z tego gatunku mają długość ok. 3,8 cm i ubarwienie szaroniebieskie z czarnymi plamami. Cechą charakterystyczną samców jest bardzo wydłużony palec na każdej stopie; jego funkcja i znaczenie są nieznane.

## Występowanie
Płaz ten występuje w Burundi (w rezerwacie w prowincji Bururi), Rwandzie i skrajnie wschodniej Demokratycznej Republice Konga (wzgórza Kivu), jednak zasięg występowania jest słabo poznany i możliwe, że występuje też w południowo-zachodniej Ugandzie.
Gatunek zamieszkuje tropikalne wilgotne lasy górskie i był notowany w przedziale wysokości 1467–2000 m n.p.m.

## Badania
Żaby C. cyaneospila zostały zbadane w 1949 roku i opisane, po czym nie obserwowano ich przez następne 62 lata. Istniały obawy, że wieloletnie niepokoje (m.in. wojny domowe w Kongu i wojna domowa w Burundi) oraz wzrost liczby ludności, skutkujący utratą naturalnych siedlisk zwierząt, doprowadziły do wyginięcia tego gatunku. Dopiero w grudniu 2011 roku wyprawa amerykańskich herpetologów odkryła pojedynczy okaz C. cyaneospila, słyszane były także głosy wielu innych osobników, co wskazuje na istnienie tam licznej populacji.

## Rozród
Rozwój larwalny prawdopodobnie ma miejsce w strumieniach, podobnie jak u pokrewnych gatunków.

## Status
W Czerwonej księdze gatunków zagrożonych IUCN płaz ten od 2016 roku klasyfikowany jest jako gatunek bliski zagrożenia (NT, ang. Near Threatened); wcześniej, od 2004 roku uznawano go za gatunek niedostatecznie rozpoznany (DD, ang. Data Deficient).
Liczebność gatunku ani jej trend nie są znane.
Głównym zagrożeniem dla gatunku jest ekspansja rolnictwa i pozyskiwanie drewna.
Gatunek zamieszkuje kilka obszarów chronionych, w tym Park Narodowy Kahuzi-Biéga w DRK. Być może zamieszkuje także Park Narodowy Wirunga w DRK i Park Narodowy Lasu Nyungwe w Rwandzie.